# Buzzcocks
A Buzzcocks (vagy The Buzzcocks) egy kultikus brit punk rock együttes. 1976-ban alakultak Boltonban. Első nagylemezüket 1978-ban adták ki. Jelen vannak a pop-punk és a new wave műfajokban is. Lemezeiket a United Artists Records, I.R.S. Records, Cooking Vinyl, ROIR Records, EMI kiadók jelentetik meg. 1981-ben feloszlottak, 1989-ben azonban újraalakultak. A brit punk mozgalom egyik leghíresebb képviselői közé tartoznak, és a (brit) punk rock színtér egyik első alakjának számítanak. Általában a Sex Pistols, The Clash és The Damned zenekarokkal egy lapon említik őket. Fő zenei hatásukként is a Sex Pistols-ot jelölték meg, Pete Shelley (Peter McNelsh) és Howard Devoto (Howard Trafford) alapító tagok a New Musical Express (NME) lapban olvasott Sex Pistols cikk olvasása után megnézték a Pistols koncertjét, és le voltak nyűgözve. Nevüket egy magazinból vették, ahol egy tévéműsorról szóló cikk az "It's the Buzz, Cock!" főcímet viselte. A "buzz" szó a színpadon való játszás örömére utal, a "cock" szó pedig ez esetben barátot jelent a manchesteri szlengben.
2018. december 6-án Pete Shelley, a zenekar énekese, elhunyt. 
Az együttes első nagylemeze bekerült az 1001 lemez, amelyet hallanod kell, mielőtt meghalsz című könyvbe.

## Tagok
Jelenlegi tagok:
- Steve Diggle – gitár, ének (1977–81, 1989–); basszusgitár (1976–77)
- Danny Farrant – dob (2006–)
- Chris Remington – bass (2008–)

## Korábbi tagok
- Pete Shelley – ének (1977–81, 1989–2018), gitár (1976–81, 1989–2018; elhunyt)
- Howard Devoto – ének (1976–77, 2012)
- Garth Smith – basszusgitár (1976, 1977)
- Mick Singleton – dob (1976)
- John Maher – dob (1976–81, 1989, 1992, 2012)
- Barry Adamson – basszusgitár (1977)
- Steve Garvey – basszusgitár (1977–81, 1989–92, 2012)
- Mike Joyce – dob (1990–91)
- Steve Gibson – dob (1992)
- Tony Barber – basszusgitár (1992–2008)
- Phil Barker – dob (1992–2006)

## Diszkográfia

### Stúdióalbumok
- Another Music in a Different Kitchen (1978)
- Love Bites (1978)
- A Different Kind of Tension (1979)
- Trade Test Transmissions (1993)
- All Set (1996)
- Modern (1999)
- Buzzcocks (2003)
- Flat-Pack Philosophy (2006)
- The Way (2014)